# Archidendron parviflorum
Archidendron parviflorum är en ärtväxtart som beskrevs av August Adriaan Pulle. Archidendron parviflorum ingår i släktet Archidendron och familjen ärtväxter.

## Underarter
Arten delas in i följande underarter:
- A. p. longipes
- A. p. parviflorum